# Celtic Woman
Celtic Woman — ирландская женская музыкальная группа, основанная в 2004 году.

## Общие сведения
Первоначально группа Celtic Woman состояла из четырёх солисток — исполнительниц песен, затем — из пяти певиц и одной скрипачки. Первое гала-выступление группы, при аншлаге, состоялось в концертном зале The Helix в Дублине 15 сентября 2004 года. Затем последовало длительное турне по США, Австралии и странам Азии. Запись выступлений Celtic Woman на CD и DVD вывели группу на ведущие места международных хит-парадов.
Творческий репертуар группы Celtic Woman охватывает самые различные области — это ирландские (кельтские) песни, европейская классическая музыка в самом широком объёме, арии из мюзиклов, поп- и рок-музыка.

## Группа
Начиная с 2004 года в Celtic Woman входят:
- Хлоя Агнью (Chloë Agnew, певица)
- Орла Фаллон (Órla Fallon, певица)
- Лиза Келли (Lisa Kelly, ирл. Laoise Ní Cheallaigh, певица)
- Мэрейд Несбитт (Máiréad Nesbitt, скрипка)
- Мейв Ни Вейлхаха (Méav Ní Mhaolchatha, певица)

С августа 2006 года в группе также поёт новозеландка ирландского происхождения Хэйли Вестенра. В 2005 году, во время беременности Мейв Ни Вейлхаха, её заменяла Дирдре Шеннон (Deirdre Shannon). В 2006 году Мейв Ни Вейлхаха возвращается в группу и записывает совместный альбом A new Journey. Летом 2007 года она, однако, надолго покидает Celtic Woman, занимаясь собственными, отдельными проектами. Вместо неё выступает Линн Хилари (Lynn Hilary). Весной 2008 года, после рождения своего третьего ребёнка, группу временно покидает Лиза Келли. Вместо неё поёт Алекс Шарп (Alex Sharpe). В декабре 2008 года Лиза Келли (Lisa Kelly) возвращается в группу, а Орла Фаллон (Órla Fallon) покидает группу и её место занимает уже нам известная Алекс Шарп (Alex Sharpe).
26 мая 2010 после окончания тура Songs From the Heart по Северной Америке Алекс Шарп (Alex Sharpe) заявляет, что покидает группу, так как ей надо проводи больше времени в семейном кругу. С этого момента в группе остаётся три певца. В ноябре 2010 года Линн Хилари (Lynn Hilary) заявляет, что возвращается в Ирландию и более не намерена петь в группе. В декабре на её место приходит Лиза Ламб (Lisa Lambe) — певица и актриса. В сентябре 2011 года Лиза Келли (Lisa Kelly) записывает свой последний альбом в качестве участника группы, позднее объявляет, что ждёт четвёртого ребёнка. А 5 января 2012 она называет замену это — Сьюзан МакФадден (Susan MCFadden). Летом 2012 года Мейв Ни Вейлхаха (Méav Ní Mhaolchatha) приходит в группу, что бы записать новый Рождественский альбом вместе с Хлоей Агню (Chloë Agnew) и Лизой Ламб (Lisa Lambe). В январе 2013 года Лиза Келли (Lisa Kelly) объявляет, что они и её муж навсегда уходят из группы и переезжают в США, основывая академию пения и танцев. Сьюзан (Susan) становится полноправным членом группы. 5 августа 2013 года Хлоя Агнью (Chloë Agnew) объявляет об уходе из группы и начале сольной карьеры. 7 августа на записи DVD — Рождественского альбома Home For Christmas было объявлено участие Мейв Ни Вейлхаха (Méav Ní Mhaolchatha). Сьюзан Макфадден (Susan MCFadden) также участвовала в записи этого альбома. 23 августа официальный сайт объявил, что Хлоя Агнью (Chloë Agnew) будет заменена Мэрейд Карлин (Máiréad Carlin). В феврале 2014 года в рамках альбома и тура Emerald прошла информация о возвращении Линн Хилари (Lynn Hilary), которая в марте 2014 года заменила Лизу Ламб (Lisa Lambe), которая должна была играть в театре. Большую часть года Линн Хилари (Lynn Hilary) пела с группой. В ноябре 2014 года Лиза Ламб (Lisa Lambe) вернулась в группу, что бы дать свой прощальный тур в качестве участника.
В январе 2015 года начался десятый юбилейный тур. На месте Лизы Ламб (Lisa Lambe) снова оказалась Линн Хилари (Lynn Hilary). Она пела до конца февраля и с 8 апреля по 22 мая 2015 года. В начале марта 2015 стало известно о грандиозном присоединении Мейв Ни Вейлхаха (Méav Ní Mhaolchatha) в рамках юбилея группы. Её последний концерт прошёл 4 апреля на Пасху. 3 мая 2015 года в тур врывается удивительная и уже ранее певшая в группе Алекс Шарп (Alex Sharpe). С 3 по 22 мая 2015 года — Мэрейд Карлин (Máiréad Carlin) уезжает отдохнуть домой. 23 мая она возвращается и поёт до конца тура вместе с Мэрейд Несбитт (Máiréad Nesbitt), Алекс Шарп (Alex Sharpe) и Сьюзан МакФаден (Susan MCFadden). 13 августа на записи нового альбома Destiny появляется новая участница Эйва МакМахон (Éabha McMahon), тем самым заменив Алекс Шарп (Alex Sharpe). Также в альбоме появляется и Мейв Ни Вейлхаха (Méav Ní Mhaolchatha), как в качестве певца, так и в качестве вокального директора и двое гостей: Ребекка Винкфорф и немецкая певица — Уна (Oonagh). 7 августа 2016 года после 12 лет пребывания в группе последний член-учредитель, скрипач — Мэрейд Несбитт (Máiréad Nesbitt) покидает группу в пользу своих проектов. В сентябре на сайте было объявлено, что Мэрейд Несбитт (Máiréad Nesbitt) будет заменена арфистом, скрипачом и певицей — Тарой МакНил (Tara McNeill), которая ранее уже участвовала в концерте группы в качестве арфистки. Тара МакНил (Tara McNeill) и Мейв Ни Вейлхаха (Méav Ní Mhaolchatha) появились в новом альбоме группы, под названием «Voices of Angels». Он вышел в ноябре 2016 года. 12 августа 2018 года Сьюзан Макфадден (Susan MCFadden) объявила, что уходит на какое-то время из-за беременности. Её заменит 21 летняя Меган Руби Уолш (Megan Walsh), которая дебютирует 13 сентября 2018 года в замке на записи нового DVD. Также предполагается возвращение Мейв Ни Вейлхаха (Méav Ní Mhaolchatha). С 27 октября по 8 ноября 2019 года Сьюзан Макфадден (Susan MCFadden) вернулась в группу на гастроли в Европе в связи с болезнью Мэрейд Карлин (Máiréad Carlin).
22 января 2020 было объявлено об уходе из группы Эйвы МакМахон (Éabha McMahon) и присоединение оригинального участника Хлоя Агнью (Chloë Agnew). Также в марте в шести шоу появится бывший участник Сьюзан Макфадден (Susan MCFadden). Она заменит Хлоя Агнью (Chloë Agnew) в этих шоу. С 14 марта 2020 года из-за вспышки коронавируса COVID-19, тур по Северный Америке и Ирландии был отложен. Группа вернулась в Ирландию. Как только вспышка пойдёт на спад группа сможет вернуться к туру. Из-за продолжающейся вспышки коронавируса COVID-19, Celtic Woman решила перенести свой отложенный с прошлого года Celebration Tour на весну 2022 года. В 2021 году американский тур должен был пройти с 25 февраля по 4 июня 2021 года. 13 января 2021 года Мэрейд Карлин (Máiréad Carlin) сообщила, что через 8 лет, проведённых в группе покидает её, для новых проектов. Официально, руководство группы пока не подтвердило, ни уход, не замену участника. Три концерта в Ирландии пока запланированы на август 2021 года. В начале апреля стало известно, что три концерта в Ирландии, которые планировались в августе 2021 были отменены и перенесены на 2022 год. 17 апреля на канале PBS, Меган, Хлоё, Сьюзан и Тара объявили о новом шоу в 2022 году — Postcards from Ireland (Открытки из Ирландии). Фактически они признали отмену тура в честь пятнадцатилетия группы, в связи с ограничениями по коронавирусу. Также было сказано, что в декабре Celtic Woman будет транслировать альбом «Postcards from Ireland (Открытки из Ирландии)» на канале PBS. 4 июня было объявлено о новом участнике. Им стала — Мьюрген О’Махони (Muirgen O’Mahony). В декабре 2020 года она выступала с Сьюзан Макфадден (Susan MCFadden). В 2022 году «Postcards from Ireland (Открытки из Ирландии)» был проведён с Меган, Хлоей, Мьюрген О’Махони, Сьюзан и Тарой. Сьюзан учувствовала в 7-ми концертах и на последней неделе тура в июне, подменяя Меган Руби Уолш (Megan Walsh). Меган Руби Уолш (Megan Walsh) вернулась в августе для концертов в Ирландии и Сев. Ирландии. 20 августа 2022 года Хлоя Агнью (Chloë Agnew) объявила, что это был её последний концерт в группе и в туре. Позже её заменила Ханна Трейнор (Hannah Traynor). Осенью был записан ЕР "CHRISTMАS CARDS" с четырьмя новыми композициями. На нём снова появилась Сьюзан Макфадден (Susan MCFadden). Так же группа записала 4 клипа в разных локациях и транслировала их на PBS в ноябре и декабре 2022 года. В 2023 году тур был отменён и перенесён на 2024 год в рамках празднования 20-тилетия. Весной 2023 года Меган Руби Уолш (Megan Walsh) заявляет о своём уходе из группы, на её место приходит Эмма Уорен (Emma Warren). В июне 2023 группа анонсирует запись 20-тилетнего юбилея в Дублине в зале Хеликс (The Helix). Позднее Ханна Трейнор (Hannah Traynor) покидает группу, а на её место возвращается Мэрейд Карлин (Máiréad Carlin). В августе появляется информация что 4 участника-основателя появятся на записи 20-тилетия группы. Это Хлоя Агнью (Chloë Agnew, певица), Лиза Келли (Lisa Kelly, ирл. Laoise Ní Cheallaigh, певица), Мэрейд Несбитт (Máiréad Nesbitt, скрипка), Мейв Ни Вейлхаха (Méav Ní Mhaolchatha, певица). Орла Фаллон (Órla Fallon, певица) к сожалению не смогла быть. 25 августа 2023 года альбом был записан. Он вышел на экраны в ноябре-декабре 2023 года. 26 января 2024 года на CD/DVD. Тур в честь 20-тилетия прошёл весной с  Мэрейд Карлин (Máiréad Carlin), Мьюрген О’Махони (Muirgen O’Mahony), Эммой Уорен и Тарой МакНил (Tara McNeill). Летом был анонсирован новый Рождественский тур "WHITE CHRISTMAS". В сентябре было объявлено, что Лиза Ламб (Lisa Lambe) вернётся в группу, что бы заменить Эмму Уорен (Emma Warren), так как та беременна.
.
В настоящее время в Celtic Woman входят (на октябрь 2024 года):
- Лиза Ламб
- Мэрейд Карлин
- Эмма Уорен
- Тара МакНилл
- Мьюрген О’Махони

## Творчество

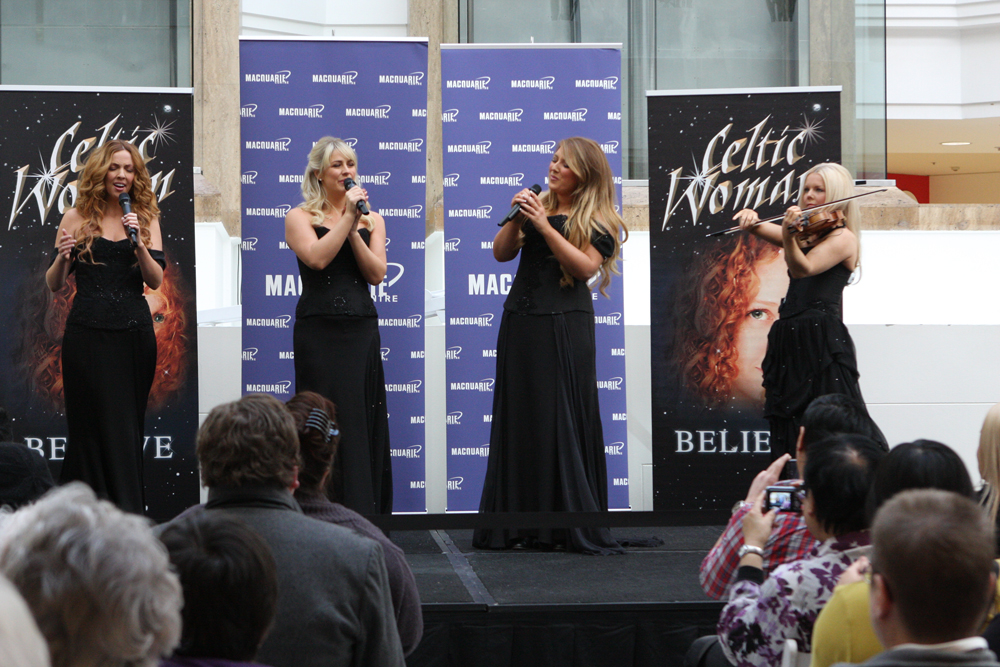
Выступление в торговом центре в Сиднее.

Решающим для успешного начала Celtic Woman стало поставленное Шарон Браун, Дэвидом Дауном и Дэйвом Кавано их первое шоу, игравшееся постоянно вплоть до конца 2006 года. 15 сентября 2004 года оно было записано в Дублине американским телеканалом PBS Television и в марте 2005 года показано в США. Во время последующих гастролей группы по Америке и Азии это шоу имело название «Riverdance for the Voice».
23 августа 2006 года состоялась премьера второго шоу группы — Celtic Woman: A New Journey, сначала в Ирландии. Снова премьера была записана PBS и показана в США в декабре 2006 года. Музыкальное сопровождение для обоих шоу выполняли The Irish Film Orchestra и Aontas Choral Group под руководством Дэвида Дауна.

## Достижения
Уже через несколько недель после первой трансляции выступлений Celtic Woman в 2005 году записанное ими CD заняло первое место в списке World Music в США. 22 июля 2006 года этот CD побил предыдущий рекорд «первого ранга» в списке музыкальных хитов журнала Billboard, державшийся до этого 67 недель. Лишь через 82 недели он был переведён на второе место — с выходом второго CD группы Celtic Woman: A Christmas Celebration.
Подобные ведущие места в топ-списках занимали CDs и DVD группы в Японии, Австралии и странах Западной Европы. В феврале 2017 альбом Destiny был номинирован на премию Grammy, как «Лучший альбом».

## Дискография
- 2005: Celtic Woman (CD/DVD)
- 2006: A Christmas Celebration (CD)
- 2007: A New Journey (CD/DVD)
- 2007: A Christmas Celebration (DVD)
- 2008: The Greatest Journey — Essential Collection
- 2010: Songs from the Heart (CD/DVD)
- 2010/2011: Lullaby (CD)
- 2012: Home for Christmas (CD)
- 2012: Believe  (CD/DVD)
- 2013: Home for Christmas (DVD)
- 2014: Emerald~Musical Gems (CD/DVD)
- 2014: O, Christmas Tree! (CD)
- 2015: Fan Favorites (CD/PBS)
- 2015: Solo: Presents (CD)
- 2015: Decade: The Songs, The Show, The Tradition, The Classics (CD)
- 2015: Christmas (CD)
- 2015/2016: Destiny (CD/DVD)
- 2016/2017: Voices of Angels (CD)
- 2017: The Best of Christmas (CD)
- 2018: Homecoming Live from Ireland (CD/DVD)
- 2019: Ancient Land (CD/DVD)
- 2019: The Magic of Christmas (CD)
- 2020: The Best of (PBS TV)
- 2020: Celebration (CD/DVD)
- 2022: Postcards from Ireland (CD/DVD)
- 2024: 20 (CD/DVD)

Все записи были сделаны на фирмах EMI, Madstone Productions, Manhattan Records, Decca Records и PBS.

## Последние турне
- 2009: Северная Америка (Isle of Hope тур)
- 2010: США (Songs from the Heart тур)
- зима 2010/весна 2011 : Австралия (Songs from the Heart тур)
- весна 2011: Северная Америка, Япония (Songs from the Heart тур)
- лето 2011: Германия и Австрия (Songs from the Heart тур)
- осень 2011: Европа и США (Songs from the Heart тур)
- зима 2011: США (The Symphony тур)
- весна и лето 2012: Северная Америка и Европа (Believe тур)
- лето 2012: Австралия (Believe тур)
- осень 2012: Южная Африка (Believe тур)
- зима 2012: США (The Symphony тур)
- весна и лето 2013: Северная Америка (Believe тур)
- осень 2013: Европа (Believe тур)
- зима 2013/2014: США, Австралия (Home for Christmas — The Symphony тур, Believe тур)
- весна и лето 2014: Северная Америка (The Emerald тур)
- осень 2014: Бразилия и Англия (The Emerald тур)
- зима 2014: США (Home for Christmas — The Symphony тур,)
- зима 2015: Европа (10TH ANNIVERSARY CELEBRATION тур)(The Emerald тур))
- весна/лето 2015: Северная Америка (10TH ANNIVERSARY CELEBRATION тур)
- осень 2015: Австралия, Северная Америка и Англия (10TH ANNIVERSARY CELEBRATION тур)
- зима 2015: США (Home for Christmas — The Symphony тур)
- зима 2016: Европа (Destiny тур)
- весна и лето 2016: Северная Америка (Destiny тур)
- осень 2016: Южная Африка и Корея (Destiny тур)
- зима 2016: Северная Америка (Home For Christmas — The Symphony тур)
- весна 2017: Северная Америка (Voices of Angels тур)
- осень 2017: Япония и Европа (Voices of Angels тур)
- зима 2018: Австралия (Voices of Angels тур)
- весна 2018: Северная Америка (Homecoming тур)
- зима 2018: Северная Америка (The Best of Christmas — The Symphony тур)
- весна 2019: Северная Америка (Ancient Land 2019 тур)
- лето 2019: Бразилия (Ancient Land 2019 тур)
- осень 2019: Европа (Ancient Land 2019 тур)
- зима 2019: Северная Америка (The Best of Christmas — The Symphony тур)
- весна 2020: Северная Америка (Celebration тур) — Отложен из-за вспышки Коронавируса COVID 19
- лето 2020: Ирландия (Celebration тур) — Отложен из-за вспышки Коронавируса COVID 19
- весна 2021: Северная Америка (Celebration тур) — отменён из-за вспышки Коронавируса COVID 19
- лето 2021: Ирландия (Celebration тур) — отменён из-за ограничений по коронавирусу COVID 19
- весна 2022: Северная Америка (Postcards from Ireland тур)
- лето 2022: Ирландия (Postcards from Ireland тур)
- зима 2022: США (A Christmas Symphony тур)
- зима 2023: США (A Christmas Symphony тур)
- весна 2024: Северная Америка (20TH ANNIVERSARY тур)
- зима 2024: США (White Christmas Symphony тур)